# Арнак-Помпадур
Арна́к-Помпаду́р (фр. Arnac-Pompadour, окс. Arnac e Pompador) — коммуна во Франции, находится в регионе Лимузен. Департамент — Коррез. Входит в состав кантона Люберсак. Округ коммуны — Брив-ла-Гайярд.
Код INSEE коммуны — 19011.
Коммуна расположена приблизительно в 400 км к югу от Парижа, в 55 км южнее Лиможа, в 34 км к северо-западу от Тюля.

## Население
Население коммуны на 2008 год составляло 1245 человек.
| 1962 | 1968 | 1975 | 1982 | 1990 | 1999 | 2008 |
| ---- | ---- | ---- | ---- | ---- | ---- | ---- |
| 1272 | 1359 | 1441 | 1467 | 1444 | 1339 | 1245 |

## Экономика
В 2007 году среди 708 человек в трудоспособном возрасте (15-64 лет) 536 были экономически активными, 172 — неактивными (показатель активности — 75,7 %, в 1999 году было 74,1 %). Из 536 активных работали 502 человека (264 мужчины и 238 женщин), безработных было 34 (14 мужчин и 20 женщин). Среди 172 неактивных 32 человека были учениками или студентами, 101 — пенсионерами, 39 были неактивными по другим причинам.

## Достопримечательности
- Церковь Сен-Пьер-э-Сен-Парду (XI век). Памятник истории[3]
- Поместье Ара-де-Помпадур (XV век). Памятник истории с 1926 года[4]

## Фотогалерея

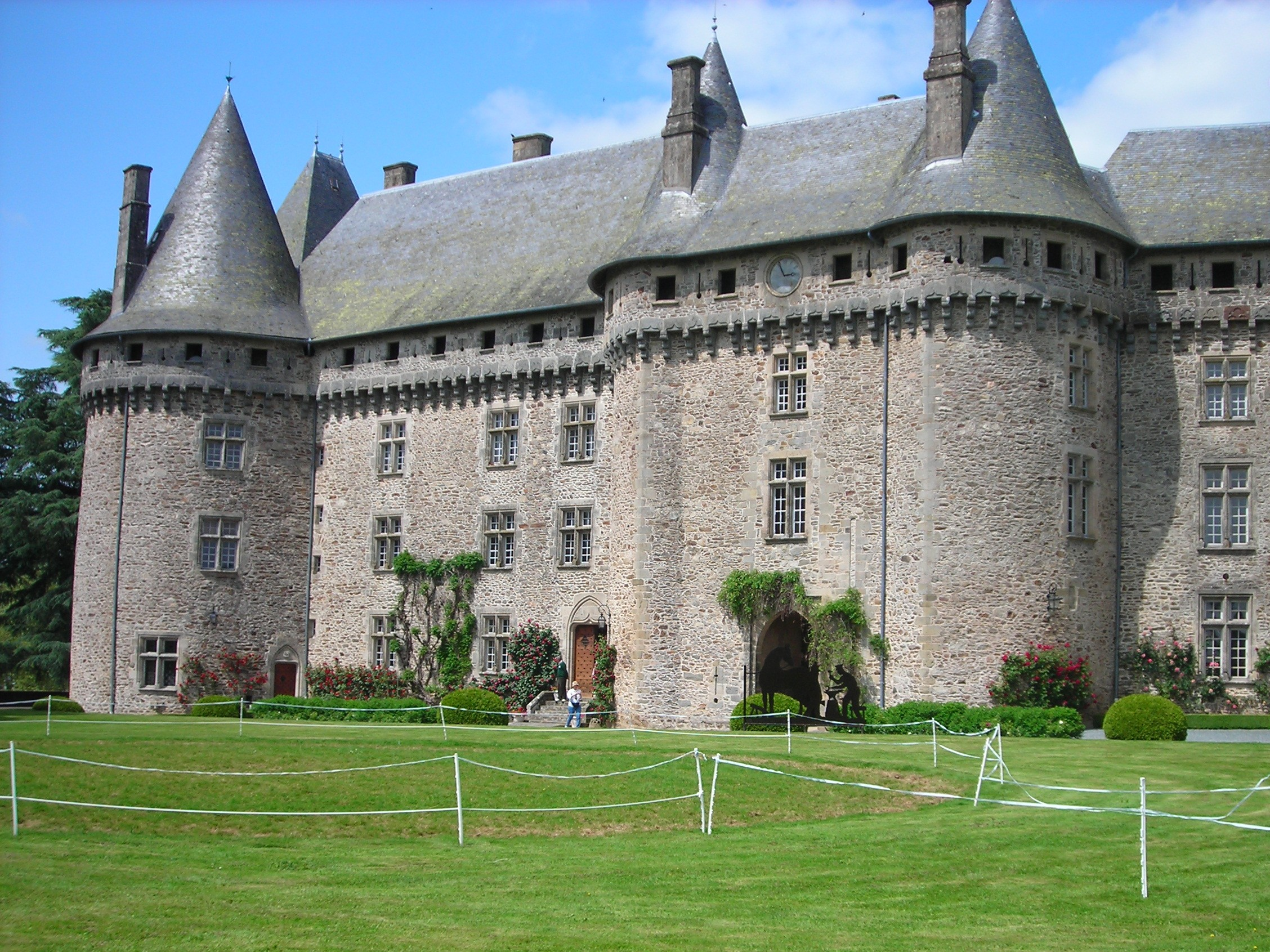
Замок Арнак-Помпадур
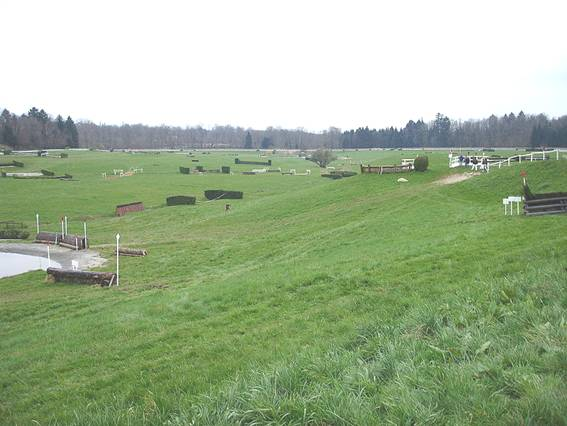
Ипподром
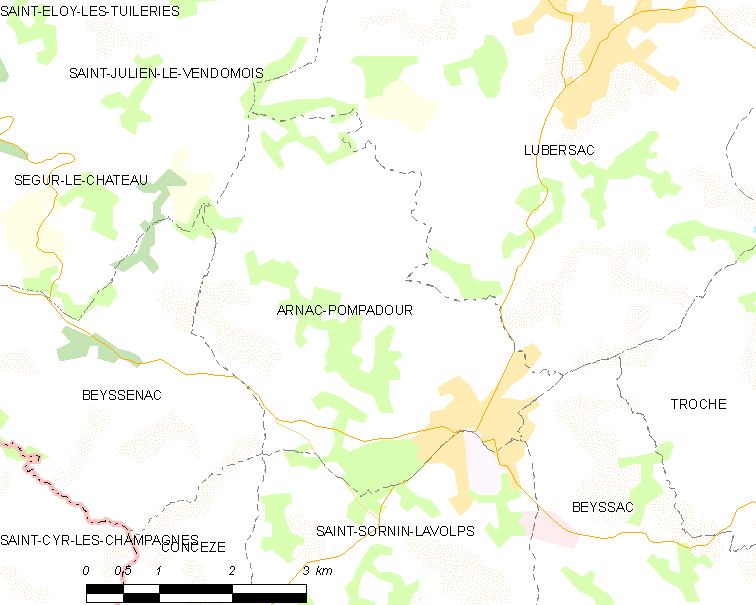
Карта коммуны